# كرستن جان لويس
كرستن جان لويس (بالإنجليزية: Kirstin Jean Lewis)‏ هي نبالة جنوب أفريقية، ولدت في 1975.

## وصلات خارجية
- كرستن جان لويس على موقع الاتحاد الدولي للرماية بالسهام (الإنجليزية)
- كرستن جان لويس على موقع اللجنة الأولمبية الدولية (الإنجليزية)
- كرستن جان لويس على موقع أوليمبيديا (الإنجليزية)